# Фріц Кнолль
Фрідріх «Фріц» Йозеф Кнолль (нім. Friedrich "Fritz" Josef Knoll; 21 жовтня 1883, Глайсдорф — 24 лютого 1981, Відень) — австрійський ботанік.

## Біографія
Народився сім'ї судового присяжного засідателя. Вивчав природничі науки на філософському факультеті Грацького університету, насамперед цікавився ботанікою та зоологією. В 1903 році став демонстратором у ботанічній лабораторії. В 1906 році отримав докторський ступінь за порівняльне анатомічне дослідження жалких волосків молочаю. В 1906 і 1908/09 роках працював асистентом у Ботанічному інституті Віденського університету під керівництвом Готліба Габерландта, де займався конструюванням, розвитком та водним балансом грибів. Спостерігав за запиленням у кам'яних троянд та ароїдних рослин. Його відкриття, разом із першими публікаціями про відчуття кольору медоносних бджіл, пробудили інтерес до екології квітів, яка стала предметом досліджень у його подальшій кар'єрі.
З 1912 року — ад'юнкт-професор Грацького університету, з 1914 року — Віденського університету. З 1922 року — професор Віденського університету і професор ботаніки Празького університету та Німецького університету Праги. В 1926 став директором ботанічного саду в Празі. В 1933 році повернувся до Відня як професор.
Фріц Кнолль був одним із видатних представників сучасної біології кольорів, яку він розвивав в експериментальному напрямку. Свої новаторські дослідження він розпочав у великій роботі Insekten Und Blumen (1921/26).
В 1937 році вступив у НСДАП (квиток №6 235 774). Член Націонал-соціалістичної спілки німецьких доцентів. З 1938 року — голова Імперської асоціації біології. В 1938/43 роках — ректор Віденського університету.
Після закінчення Другої світової війни у червні 1945 року Кнолль був звільнений з державної служби через його членство в НСДАП, і виключений із членства в Австрійській академії наук того ж року. В грудні 1947 року його звільнення було замінене на вихід на пенсію, а також відновлене членство в Академії наук. Після цього він був головою різноманітних комісій Академії, з 1957 року — секретар класу математики і природничих наук, з 1959 року — генеральний секретар Академії.

## Членство в наукових організаціях
- Дійсний член Німецького товариства наук та мистецтв в Празі (1924)
- Член-кореспондент Австрійської академії наук (1934)
- Член Леопольдини (1936)
- Дійсний член Шведського королівського товариства наук в Упсалі
- Дійсний член Австрійської академії наук (1938)
- Почесний член Румунської академії (1941)
- Іноземний член Болонської академії наук (1942)

## Нагороди
- Премія Унгера філософського факультету Грацького університету (1906)
- Медаль Райнера Зоологоботанічного товариства у Відні за наукові здобутки (1929)
- Хрест Воєнних заслуг 2-го класу (1942) — за військову допомогу Віденського університету.
- Орден Культурних Заслуг (Румунія), офіцерський хрест (1943)
- Пам'ятний знак ректора Віденського університету (1961) — «на знак визнання благородного та мужнього керівництва у скрутні часи.»
- Австрійський почесний знак «За науку і мистецтво» 1-го класу (1965)
- Срібна медаль «Bene merito» за особливі заслуги перед Австрійською академією наук (1967)